# Pontresina
Pontresina (wł. Pontresina, rm. Puntraschigna) – szwajcarska miejscowość i gmina w kantonie Gryzonia, w regionie Maloja, w Berninagruppe. Wraz z pobliskim Sankt Moritz jest znaną bazą narciarską i ośrodkiem sportowym. W pobliżu miejscowości znajdują się między innymi lodowce Morteratschgletscher i Vadret da Roseg. 
W przeszłości w Pontresinie rozgrywano zawody Pucharu Świata w narciarstwie alpejskim. Ponadto znajdują się tu także trasy narciarstwa biegowego.

## Demografia
W Pontresinie mieszka 2 178 osób. W 2020 roku 33,7% populacji gminy stanowiły osoby urodzone poza Szwajcarią. Większość ludności posługuje się niemieckim (57,69%).

## Transport
Przez teren gminy przebiega droga główna nr 29.

## Galeria

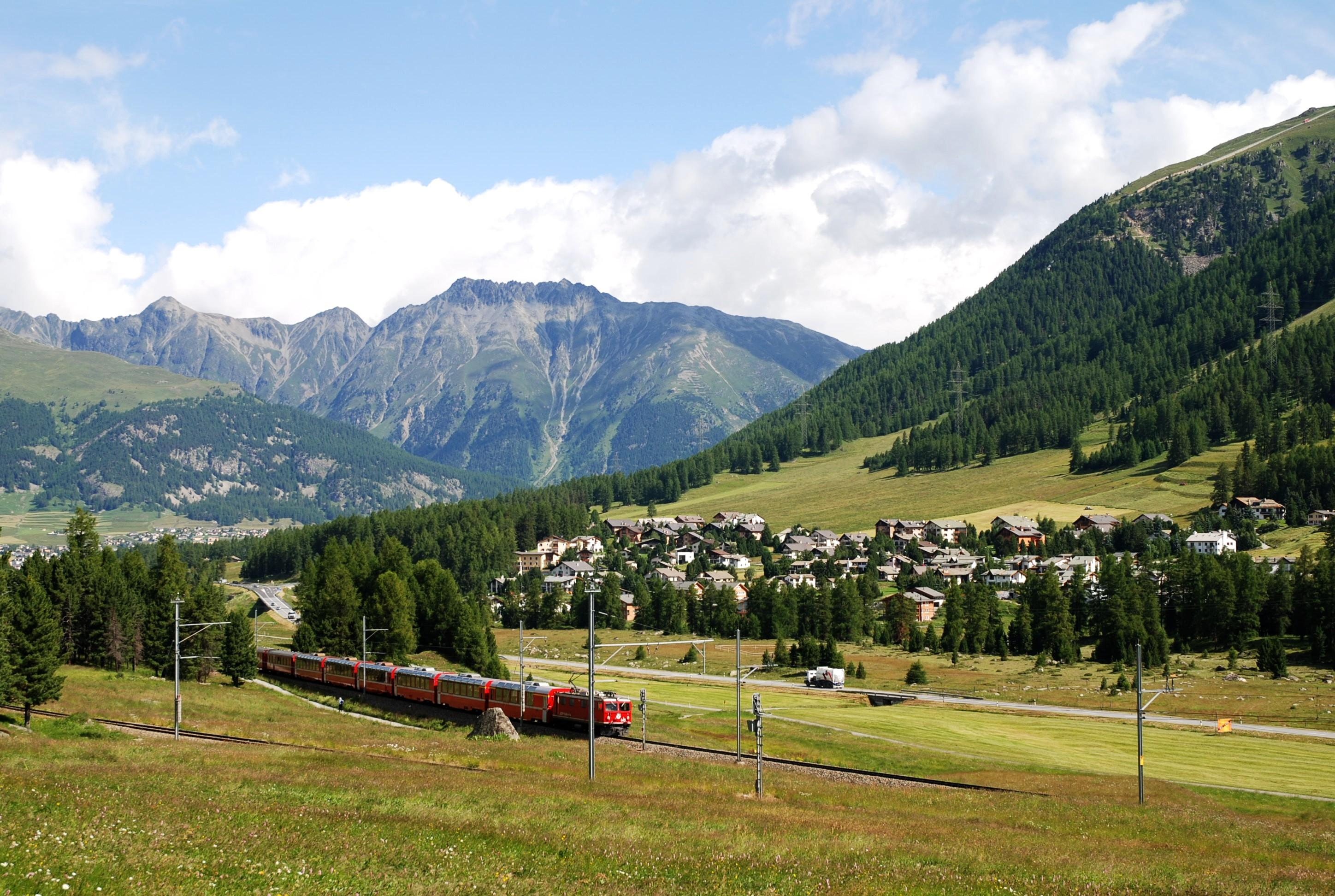
Pontresina
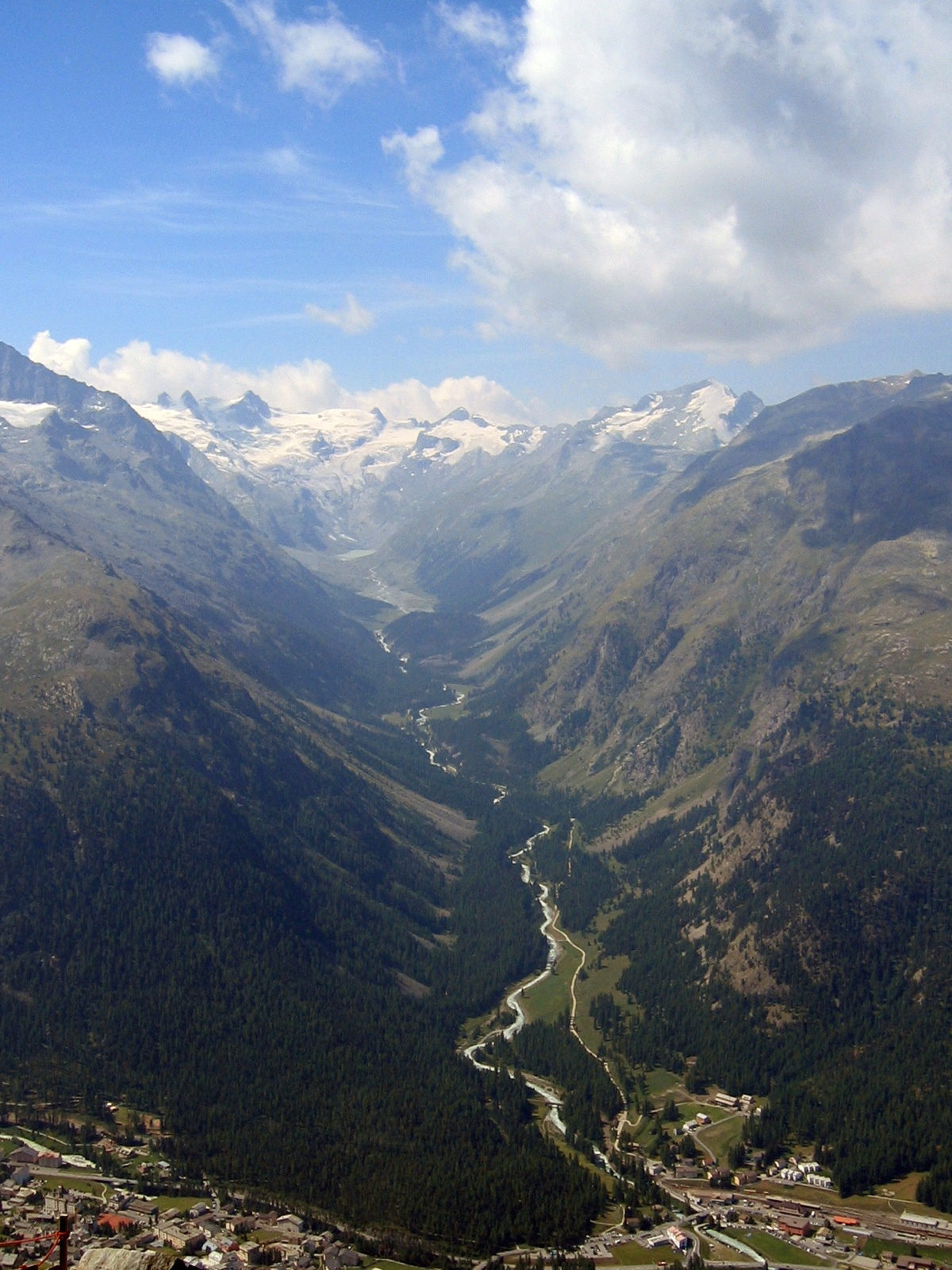
Dolina Pontresiny
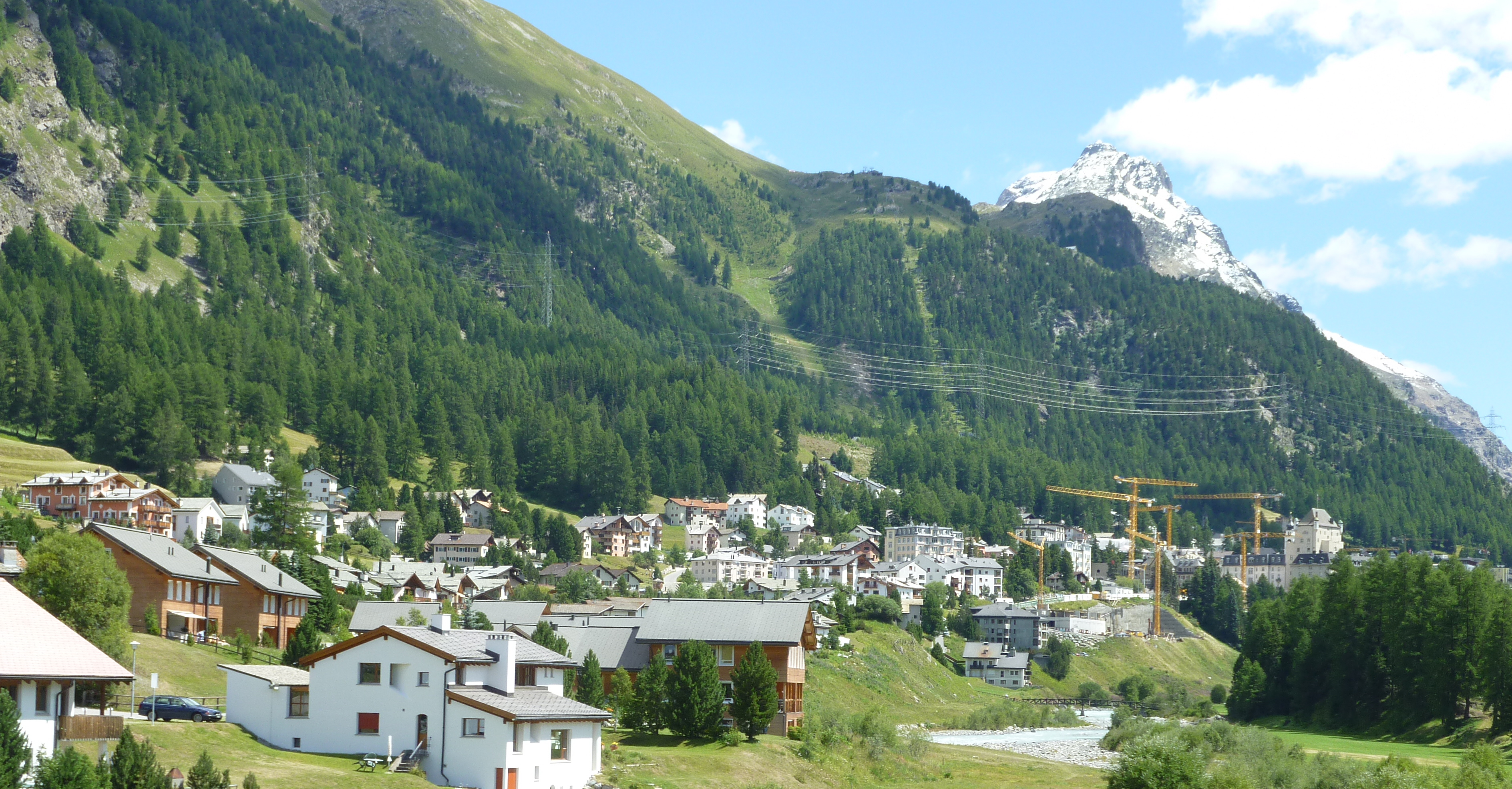
Pontresina